# جافين فرايداي
جافين فرايداي (بالإنجليزية: Gavin Friday)‏ هو مغني ومغن ومؤلف ورسام وملحن وممثل أيرلندي، ولد في 8 أكتوبر 1959 بدبلن في جمهورية أيرلندا.

## وصلات خارجية
- جافين فرايداي على موقع IMDb (الإنجليزية)
- جافين فرايداي على موقع ميوزك برينز (الإنجليزية)
- جافين فرايداي على موقع أول موفي (الإنجليزية)
- جافين فرايداي على موقع قاعدة بيانات الأفلام السويدية (السويدية)
- جافين فرايداي على موقع أول ميوزيك (الإنجليزية)
- جافين فرايداي على موقع ديسكوغز (الإنجليزية)
- جافين فرايداي على موقع قاعدة بيانات الفيلم (الإنجليزية)